# Пиансано
Пианса̀но (на италиански: Piansano) е село и община в Централна Италия, провинция Витербо, регион Лацио. Разположено е на 409 m надморска височина. Населението на общината е 2189 души (към 2010 г.).